# North Stoneham
North Stoneham – wieś w Anglii, w hrabstwie Hampshire, w dystrykcie Eastleigh. Leży 13 km na południe od miasta Winchester i 107 km na południowy zachód od Londynu.